# Se-女!2
『Se-女! 2』（セーじょツー）は、2004年4月6日から2004年9月28日までテレビ東京で放送された関東ローカルの深夜バラエティ番組である。
後に、西日本放送・チバテレ・群馬テレビでも放送された。フォーサイド・ドット・コムの一社提供番組で、製作はアーデニー・エンタテインメント。放映時間は毎週火曜日深夜3時10分 - 深夜3時40分。

## 概要
2003年10月から12月まで放送された「Se-女!」の続編ともいえる番組で、番組は2004年9月28日に終了した。
内容はSide-AとSide-Bの二つのバージョンがあり、毎週違うアイドル2人が登場するというもの。コスプレをしたり、お酒を飲んだり、特技を披露したりなどシチュエーションは様々だった。
Side-Aには人気の高いグラビアアイドルが出演することが多く、Side-Bにはセクシー系のアイドルが多く出演していたが、Side-Bに至っては過激なシーンが多く、最終回近くになると二人ともSide-Aになることがあった。この番組で放送された映像は後に未公開映像やインタビューを加えてDVD化されている。

## 出演したアイドル
五十音順。
あ
- 秋山恵
- あびる優
- 飯作あゆり
- 石川夕紀
- 磯山さやか
- 岩佐真悠子
- 内田さやか
- 桜花由美
- 大城美和
- 小倉優子

か
- 海江田純子
- KAORI
- 川原洋子
- 和希沙也
- 北風舞
- くまきりあさ美
- 熊田曜子
- 小林恵美

さ
- 榊安奈
- 相楽のり子
- 桜木睦子
- 佐藤和沙
- 佐藤寛子
- 塩沢亜弓
- 島本里沙
- 瀬戸早妃
- 相馬茜

な
- 夏川純
- 二宮優
- 沼尻沙弥香
- 根本はるみ

は
- 長谷川恵美
- 浜田翔子
- 原史奈
- 風香
- 福下恵美
- 福田淳子
- 福愛美
- 福山安奈
- 藤川京子
- ほしのあき
- 堀口としみ

ま
- 眞鍋かをり
- 松井沙也香
- 三上陽子
- 三津谷葉子
- 森下千里

や
- 安田美沙子
- 安めぐみ
- 山本梓
- 山本早織

わ
- 若槻千夏
- 若菜